# Peritassa
Peritassa là một chi thực vật thuộc họ Celastraceae.
Bao gồm các loài:
- Peritassa killipii, A. C. Sm.

## Hình ảnh

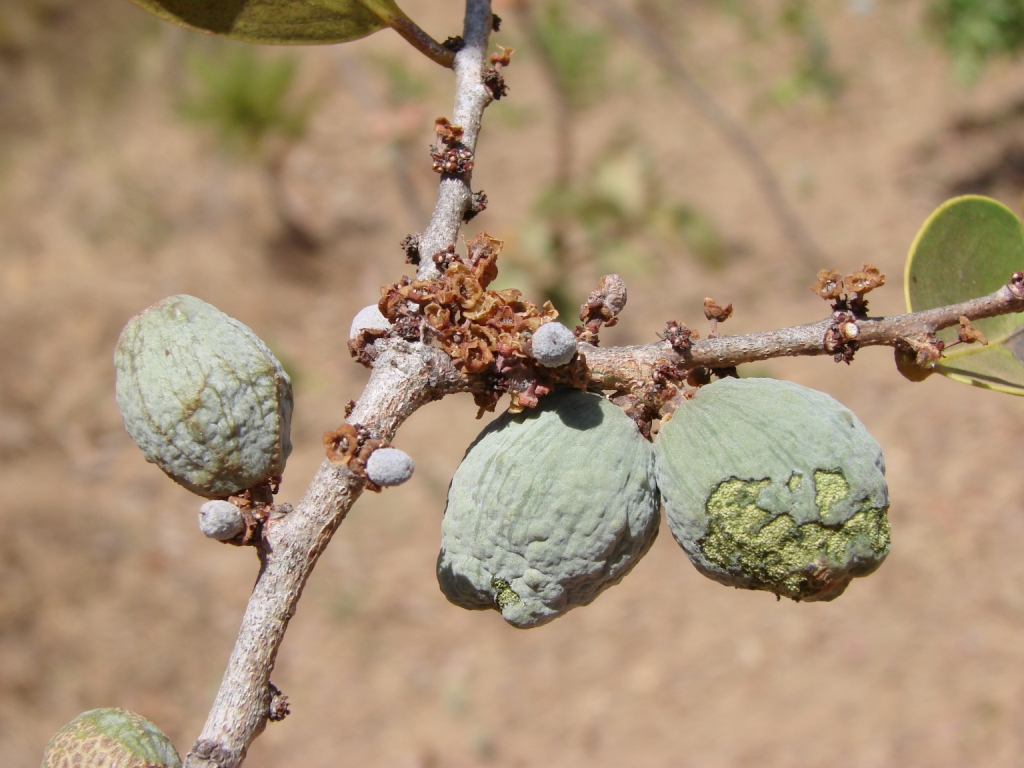